# Tor-Arne Fredheim
Tor-Arne John Harald "Darre" Fredheim, född 5 november 1962 i Hallstahammar, är en svensk fotbollstränare. 
Som spelare var han bland annat med i IFK Norrköpings guldlag 1989. Spelade i IFK mellan åren 1984-1992. 2001 tog han över tränarrollen i IFK Norrköping efter fyra år som assisterande till Olle Nordin. Han har därefter haft ett par framgångsrika säsonger som tränare för IK Sleipner. Topparna var avancemang till division 1 2008 och en tredje plats i division 1 södra 2009 (bara en poäng från serieseger). 2011 tog han IF Sylvia till en andra plats. Dom förlorade kvalet till Superettan mot IK Brage  
Inför säsongen 2012 blev Fredheim tränare i Superettan-klubben Ljungskile SK. Efter säsongen 2013 skrev han på ett nytt tvåårskontrakt med klubben. 2014 förde Tor-Arne Fredheim Ljungskile SK till en lite sensationell 3:e plats i Superettan (Allsvenskt kval mot Gefle), efter att ha "avslutat" säsongen med 24 raka matcher utan förlust.  Ljungskile föll mot Gefle i kvalet till Allsvenskan.  
Den 18 december 2017 skrev Fredheim på ett treårskontrakt med division 1-klubben Västerås SK. Den 28 juli 2018 fick Fredheim sparken från VSK Fotboll efter stort missnöje kring hans ledarstil bland spelartruppen.
Den 23 maj 2019 stod det klart att Fredheim ansluter till Åtvidabergs FF som huvudtränare efter att de hade sparkat huvudtränare Rickard Johansson efter en tids dåliga resultat. Den 3 oktober 2019 meddelade Åtvidabergs FF att man sparkat Fredheim trots en månad kvar på kontraktet. I oktober 2020 återvände Fredheim till Ljungskile SK som ny huvudtränare. Efter säsongen 2020 lämnade han klubben och ersattes då av Erik Lund. I augusti 2021 blev Fredheim klar som tränare i IFK Norrköpings damlag. Till säsongen 2025 ersattes han av Stellan Carlsson från Piteå IF Dam.